# Hubay-Cebrián Andor
Szalatnai gróf Hubay-Cebrián Andor (Budapest, 1898. december 11. – Estoril, Portugália, 1971. február 19.) festő, szobrász, újságíró.

## Élete
Hubay Jenő zeneszerző, zeneakadémiai tanár és gróf Cebrián Róza fia. Telcs Edénél tanult szobrásznak, később Münchenben Franz Stuck tanítványa volt. Ezután a budapesti Képzőművészeti Főiskolán képezte magát, ahol két évig Balló Ede volt a mestere, majd két évig Rómában tanult, utána pedig a párizsi Julian Akadémia hallgatója volt. Miután visszatért Magyarországra, a herendi porcelángyár művészeti tanácsadója lett. 1925-ben szerzett ismertséget a római egyházművészeti kiállításon a herendi templom számára készített Golgota című oltárképével. Egyéni tárlata volt 1927-ben Milánóban, kiállított 1928-ban az Ernst Múzeumban, 1930-ban Varsóban pedig nagydíjat nyert Jeanne d'Arc képével. Bem-arcképét a Varsói Nemzeti Múzeum őrzi. 1928-ban a Szépművészeti Múzeum megvásárolta Márciusi vihar a Fátrában című olajfestményét. 1931-ben Münchenben állított ki. 1932-től a budapesti Nemzeti Szalon igazgatója. 1933-ban és 1936-ban a Fränkel-szalonban volt kiállítása. 1945 és 1947 között a herendi porcelángyár igazgatója. 1948-ban norvég feleségével Norvégiába költözött, ezután Portugáliában telepedett le. Érmek készítésével is foglalkozott.

## Műve
- Det hendte i Ungarn. En overlevende forteller. Gyldendal, 1956.